# 국제 랜드세일링 연맹
국제 랜드세일링 연맹(프랑스어: Federation Internationale de Sand et Land Yachting, 영어: World Landsailing Organisation, FISLY)은 랜드세일링 종목을 총괄하는 국제 스포츠 행정 기구이다.

## 회원국
| 국가           | 협회                                    | 코드 | 대륙     | 설립 | 가맹 | 비고       |
| -------------- | --------------------------------------- | ---- | -------- | ---- | ---- | ---------- |
| 그리스         |                                         | GRE  | 유럽     |      |      | 임시회원국 |
| 네덜란드       | 네덜란드 랜드세일링 연맹                | NED  | 유럽     |      |      | 준회원국   |
| 덴마크         | 덴마크 랜드세일링 협회                  | DEN  | 유럽     |      |      |            |
| 독일           |                                         | GER  | 유럽     |      |      |            |
| 리투아니아     | 리투아니아 아이스세일링 랜드세일링 협회 | LTU  | 유럽     |      |      | 임시회원국 |
| 미국           | 북아메리카 랜드세일링 협회              | USA  | 아메리카 |      |      |            |
| 벨기에         | 벨기에 랜드세일링 연맹                  | BEL  | 유럽     |      |      |            |
| 브라질         | 브라질 랜드세일링 연맹                  | BRA  | 아메리카 |      |      | 임시회원국 |
| 스위스         |                                         | SUI  | 유럽     |      |      | 준회원국   |
| 스페인         | 스페인 랜드세일링 협회                  | GER  | 유럽     |      |      | 준회원국   |
| 아르헨티나     | 아르헨티나 랜드세일링 연맹              | ARG  | 아메리카 |      |      | 준회원국   |
| 아일랜드       | 아일랜드 파워카이트 랜드세일링 협회     | IRE  | 유럽     |      |      | 준회원국   |
| 영국           | 영국 랜드세일링 연맹                    | GBR  | 유럽     |      |      | 준회원국   |
| 이탈리아       | 이탈리아 랜드세일링 연맹                | ITA  | 유럽     |      |      | 임시회원국 |
| 중화인민공화국 | 중국 랜드세일링 기구                    | CHN  | 아시아   |      |      | 임시회원국 |
| 지부티         | 지부티 랜드세일링 연맹                  | DJI  | 아프리카 |      |      | 임시회원국 |
| 칠레           | 칠레 랜드세일링 연맹                    | CHI  | 아메리카 |      |      | 준회원국   |
| 포르투갈       | 포르투갈 랜드세일링 연맹                | POR  | 유럽     |      |      | 임시회원국 |
| 프랑스         | 프랑스 랜드세일링 연맹                  | FRA  | 유럽     |      |      |            |

## 참고 문헌
- “The FISLY members”. 국제 랜드세일링 연맹.

## 같이 보기
- 랜드세일링